# Janowska księga cudów i łask
Janowska księga cudów i łask – księga ze spisem relacji wiernych parafii Biała z okolic Janowa lubelskiego na temat dostąpionych łask i cudownych uzdrowień. 
Oryginalny rękopis księgi znajduje się w archiwum Kapituły Krakowskiej, bez sygnatury zatytułowany:

"Liber Miraculorum Huius Sacri Loci Janoviensis Sanctae Mariae Gratiarum Ordinis Sancti Dominici Praedicatorum". Anno Domini 1670, per Ceslaum Salicki, sanctae th. bac. ex directis et certis in unum volumen collectorum. 
Rękopis ten zawiera 85 stron nieliczonych, jest dobrze zachowany, na pierwszej stronie u góry jest napis: Książka niniejsza znajdowała się między papierami ojca Wszelakiego, który zmarł na epidemię w Warszawie w roku 1855. Na 24 kartkach opisane są cuda kilkoma charakterami pisma. Na dwóch stronach są zamieszczone pieśni na cześć Matki Bożej Janowskiej.
Księga ta podobnie jak i rękopis w oryginale zawiera opis 166 cudów i łask, które miały miejsce w latach 1661–1802. We wstępie do tej księgi jest zamieszczona krótka historia miasta oraz okoliczności sprowadzenia do Janowa Lubelskiego Dominikanów i objęcia przez nich kościoła i klasztoru. 
Relacje o cudownych zjawiskach zaczyna autor tej księgi od roku 1645. Następnie, omawiana księga notuje na przestrzeni 141 lat, 166 uzdrowień i łask otrzymanych na tym miejscu przez wiernych. Niektóre opisy cudownych uzdrowień podawane są bez dat. Może dlatego w czasie wizytacji w roku 1807 zapisano wskazania, aby żadne cuda nie były ogłaszane, prócz tych, które są rozpoznane w sposób prawny. W ciągu roku księga notuje od dwóch do trzech cudownych uzdrowień i łask. W niektórych latach jest ich więcej. Według relacji tej księgi najwięcej łask i cudownych uzdrowień otrzymali wierni w latach 1669–1680. zapisano ich wówczas aż 41. Odbiorcami łask byli ludzie różnego wieku i stanu. Wśród nich spotyka się też duchownych. Przy opisie uzdrowień są zwykle podawane nazwiska otrzymującego łaskę lub uzdrowienie, data, niekiedy nazwiska świadków. Najczęściej spotyka się tu uzdrowienia wzroku, nóg, paraliżu, różnych potłuczeń. Kiedy uzdrowionemu lub opisującemu cudowne uzdrowienie trudno było określić chorobę wówczas autor posługuje się słowem: "Uleczony z ciężkiej choroby". 